# Оулавюр Стефаунссон
Оулавюр Стефаунссон (исл. Ólafur Stefánsson; род. 3 июля 1973, Рейкьявик) — исландский гандболист, игравший на позиции правого полусреднего. Выступал за немецкие клубы СК Магдебург, Райн-Неккар Лёвен, испанский «Реал Сьюдад». Выступал за сборную Исландии

## Карьера

### Клубная
Оулавюр Стефаунссон начинал профессиональную карьеру в клубе «Валюр» из Рейкьявика: наставником этого клуба и Оулавюра лично был Борис Акбашев.
В 1996 году Стефаунссон перешёл в немецкий клуб HSG LTV/WSV Wuppertal. Оулавюр Стефаунссон сыграл в чемпионате Германии за HSG LTV/WSV Wuppertal 28 матчей и забил 139 голов. В 1998 году Оулавюр Стефаунссон переходит в немецкий клуб СК Магдебург, с которым в 2001 году выиграл чемпионат Германии, а в 2002 году выиграл лигу чемпионов ЕГФ. Стефаунссон сыграл за СК Магдебург в чемпионате Германии 164 матча и забил 897 голов. В 2003 году Стефаунссон перешёл в испанский клуб Реал Сьюдад. В составе Реал Сьюдад, Оулавюр Стефаунссон стал 4 раза чемпионом Испании, 4 раза выиграл кубок Испании и 3 раза выиграл лигу чемпионов ЕГФ. В 2009 году Стефаунссон перешёл в немецкий клуб Райн-Неккар Лёвен. Стефаунссон за 2 сезона в Райн-Неккар Лёвен во всех турнирах сыграл 105 матчей и забил 347 голов. В 2011 году Оулавюр Стефаунссон перешёл в датский клуб Копенгаген, в котором провёл 1 сезон. Стефаунссон помог Копенгагену выиграть чемпионат Дании. В 2013 году выступал за катарский клуб. В 2015 году Оулавюр Стефаунссон выступал за датский клуб Колдинг.

### В сборной
Оулавюр Стефаунссон провёл за сборную Исландии 330 матч и забросил 1570 мячей.

## Тренерская карьера
В сезоне 2013/14 году Оулавюр Стефаунссон был тренером исландского клуба Валюр. В 2015 году Стефаунссон был сотренером сборной Исландии

## Достижения
Валюр Рейкьявик
- чемпион Исландии: 1991, 1993, 1994, 1995, 1996
- Кубок Исландии: 1993

СК Магдебург
- чемпион Германии: 2001
- Суперкубок Германии: 2001
- Лига чемпионов ЕГФ: 2002
- Кубок ЕГФ: 1999, 2001
- EHF Men’s Champions Trophy: 2001, 2002

Реал Сьюдад
- чемпион Испании: 2004, 2007, 2008, 2009
- кубок Испании: 2004, 2005, 2006, 2007, 2008
- Суперкубок Испании: 2005, 2008
- Лига чемпионов ЕГФ: 2006, 2008, 2009
- EHF Men’s Champions Trophy: 2005, 2006

Копенгаген
- чемпион Дании: 2012
- кубок Дании: 2011

Международные
- Серебряный призёр летних олимпийских игр 2008
- Бронзовый призёр чемпионата Европы 2010

Личные
- Спортсмен года Исландии: 2002, 2003, 2008, 2009
- Лучший бомбардир чемпионата Европы 2002
- Лучший бомбардир в истории СК Магдебург
- Лучший бомбардир лиги чемпионов ЕГФ: 2008
- Лучший бомбардир сезона 2002/03
- Selected in 2002 European Championship All Star Team
- Selected in 2004 Olympic Games All Star Team
- Selected in 2008 Olympic Games All Star Team
- Selected in 2010 European Championship All Star Team

Ордена и специальные награды
- Order of the Falcon — Knight Grand Cross in 2008

## Статистика
| Сезон   | Клуб              | Лига       | Матчи | Голы   | Голы   | Голы  |
| Сезон   | Клуб              | Лига       | Матчи | С игры | 7-метр | Всего |
| ------- | ----------------- | ---------- | ----- | ------ | ------ | ----- |
| 2009/10 | Райн-Неккар Лёвен | Бундеслига | 32    | 110    | 40     | 70    |
| 2010/11 | Райн-Неккар Лёвен | Бундеслига | 33    | 99     | 11     | 88    |